# ألان فيسك
ألان فيسك (بالإنجليزية: Alan Fiske)‏ هو عالم إنسان أمريكي، ولد في 1947 في الولايات المتحدة.